# Паровозостроение в СССР

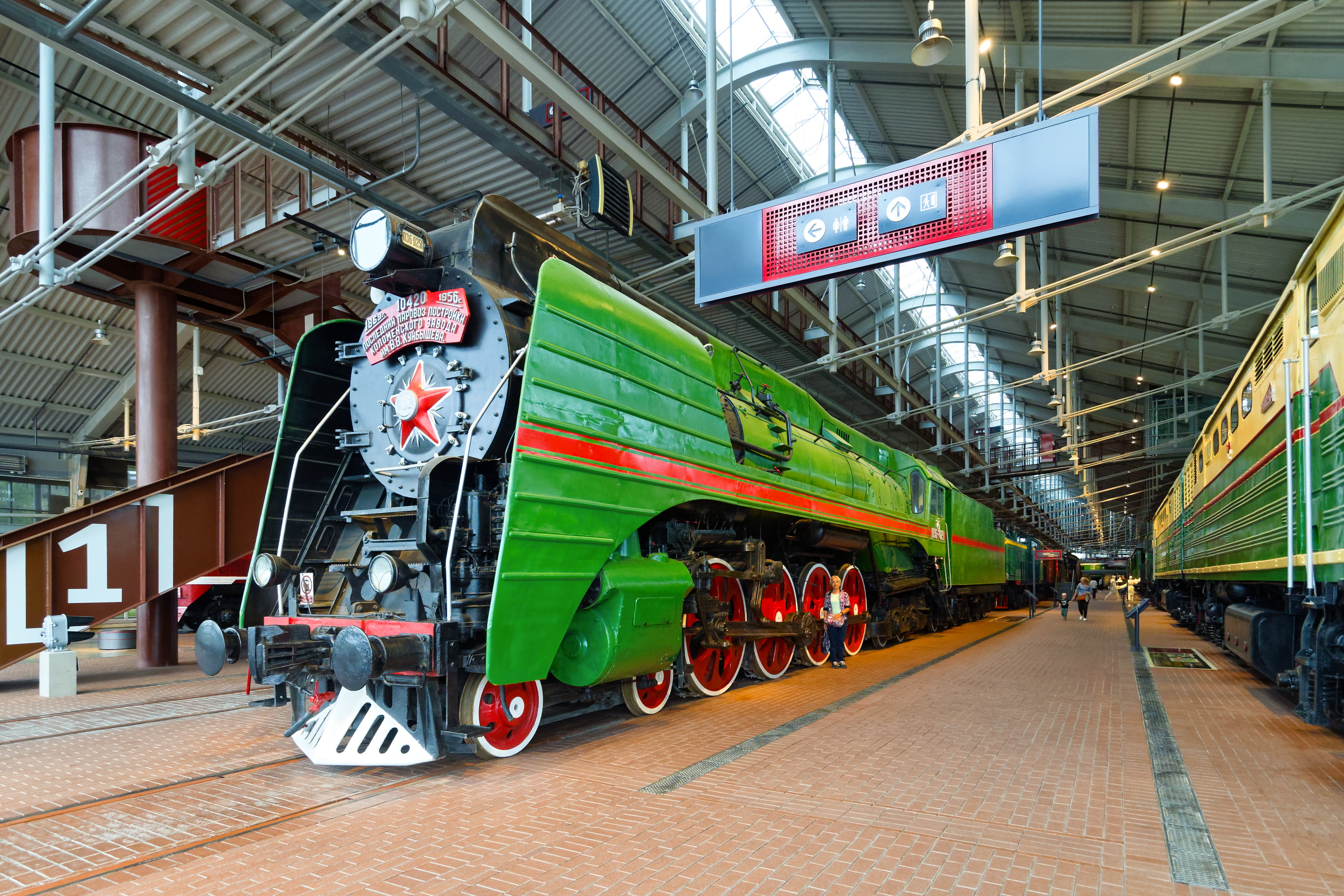
Последний пассажирский паровоз советской постройки

Паровозостроение — историческая отрасль советского машиностроения, специализировавшаяся на производстве паровозов. По сравнению с имперским периодом, в СССР железнодорожный транспорт был полностью государственным, а его локомотивный парк отличался гораздо меньшим разнообразием, что позволяло снизить издержки на ремонт в масштабах всей страны.
Советские заводы серийно выпускали грузовые паровозы преимущественно типов 0-5-0, 1-5-0, 1-5-1, 1-5-2, и пассажирские типов 1-3-1, 1-4-2, 2-4-0, 2-4-2. Локомотивы создавались с учётом максимального использования существующего верхнего строения пути и тягово-сцепных устройств, а при их проектировании и постройке широко использовался научный подход и новейшие технологии производства с учётом мирового опыта. Также велась научная работа по созданию паровозов с расчётным КПД до 11 %.
По решению XX-го съезда КПСС, в 1956 году паровозостроение в Советском Союзе было прекращено, уступив место тепловозо- и электровозостроению.

## История
В начальный период Гражданской войны находящиеся на территории Советской России металлургические заводы оказались отрезаны от источников сырья, что привело к резкому спаду производства стали и чугуна. В этих условиях на порядок упал выпуск новых паровозов, а также производство запчастей к уже существующим; уже в 1918 году российские заводы свернули строительство пассажирских локомотивов. Ситуацию усугубляло то, что локомотивный парк на тот момент был очень разнообразен и практически не унифицирован, из-за чего каждая серия требовала держать в депо отдельный резерв запчастей. В итоге необходимый ремонт зачастую не проводился и к 1920 году процент неисправных паровозов достиг примерно 60, а всего на всей сети работало только 7370 исправных локомотивов. На тот момент наркомом путей сообщения был Л. Б. Красин, который являлся ярым сторонником идеи о реконструкции железнодорожного транспорта и считал, что в России стоит начать выпуск паровозов типа 1-5-0 с учётом заграничного опыта. Однако в марте 1920 его сменил Л. Д. Троцкий, при котором был взят курс на нормализацию транспортного хозяйства и снижение разнообразия типов локомотивов и вагонов по депо. Также на Троцкого оказывал большое влияние инженер Ю. В. Ломоносов, который был приверженцем «старой» школы и считал, что грузовым паровозам бегунковые и поддерживающие оси не к чему, отдавая предпочтение типу 0-5-0.
В СССР начался выпуск прежде всего паровозов серии Э, при этом их конструкция постоянно улучшалась и модернизировалась, а середины десятилетия стала широко применяться сварка, что позволило удешевить и ускорить производство; паровозы данной серии строились вплоть до конца советского паровозостроения. Также для быстрого пополнения локомотивного парка в 1920 году в Швеции и Германии были заказаны 1200 паровозов серии Э. Организацией исполнения этого заказа ведала Российская железнодорожная миссия, при этом была проведена уникальная работа по взаимозаменяемости частей локомотивов, которые строились одновременно на 20 заводах. Данный заказ был выполнен к 1924 году.
Благодаря принятым мерам к 1923 году парк грузовых локомотивов был обновлён и пополнен достаточно, чтобы заводы смогли вернуться к выпуску пассажирских, при этом реконструкция верхнего строения пути позволила поднять осевые нагрузки до 18 тонно-сил. В том же году завод «Красный Путиловец» возобновил постройку паровозов типа 2-3-1 серии Л и начал проектирование трёхцилиндрового паровоза типа 2-4-0. Однако серия Л была рассчитана на отопление нефтью, тогда как советские железные дороги нуждались прежде всего в паровозах, рассчитанных на отопление низкокалорийными углями; проектирование паровоза типа 2-4-0 при этом затягивалось. Тогда в 1924 году был создан паровоз типа 1-3-1 серии Су, который предназначался для вождения тяжёлых пассажирских поездов, а простая конструкция позволила организовать его выпуск сразу на нескольких заводах. Через пару лет (1926) было начато строительство типа 2-4-0 серии М, которое уже в 1930 было свёрнуто; всего было выпущено 100 паровозов серии М, что в масштабах всей страны достаточно малое значение.
В целом типовой советский паровоз 1920-х годов имел листовую раму, высоко поднятый мощный паровой котёл с вынесенной над рамой развитой колосниковой решёткой, позволяющей применять для отопления низкокалорийные угли, и простую двухцилиндровую паровую машину для работы на перегретом паре.
- Эу
- Су

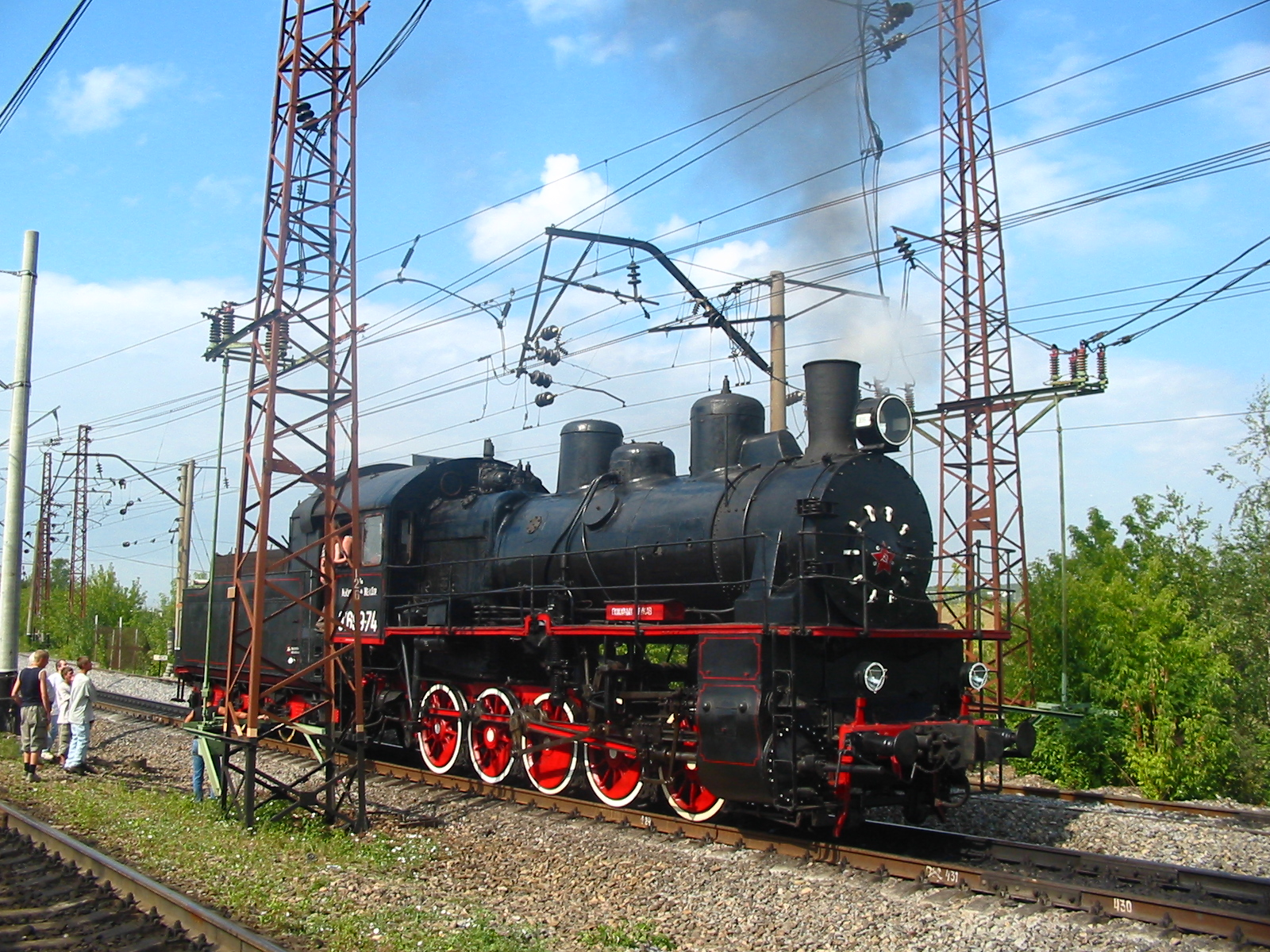
Э^{у}
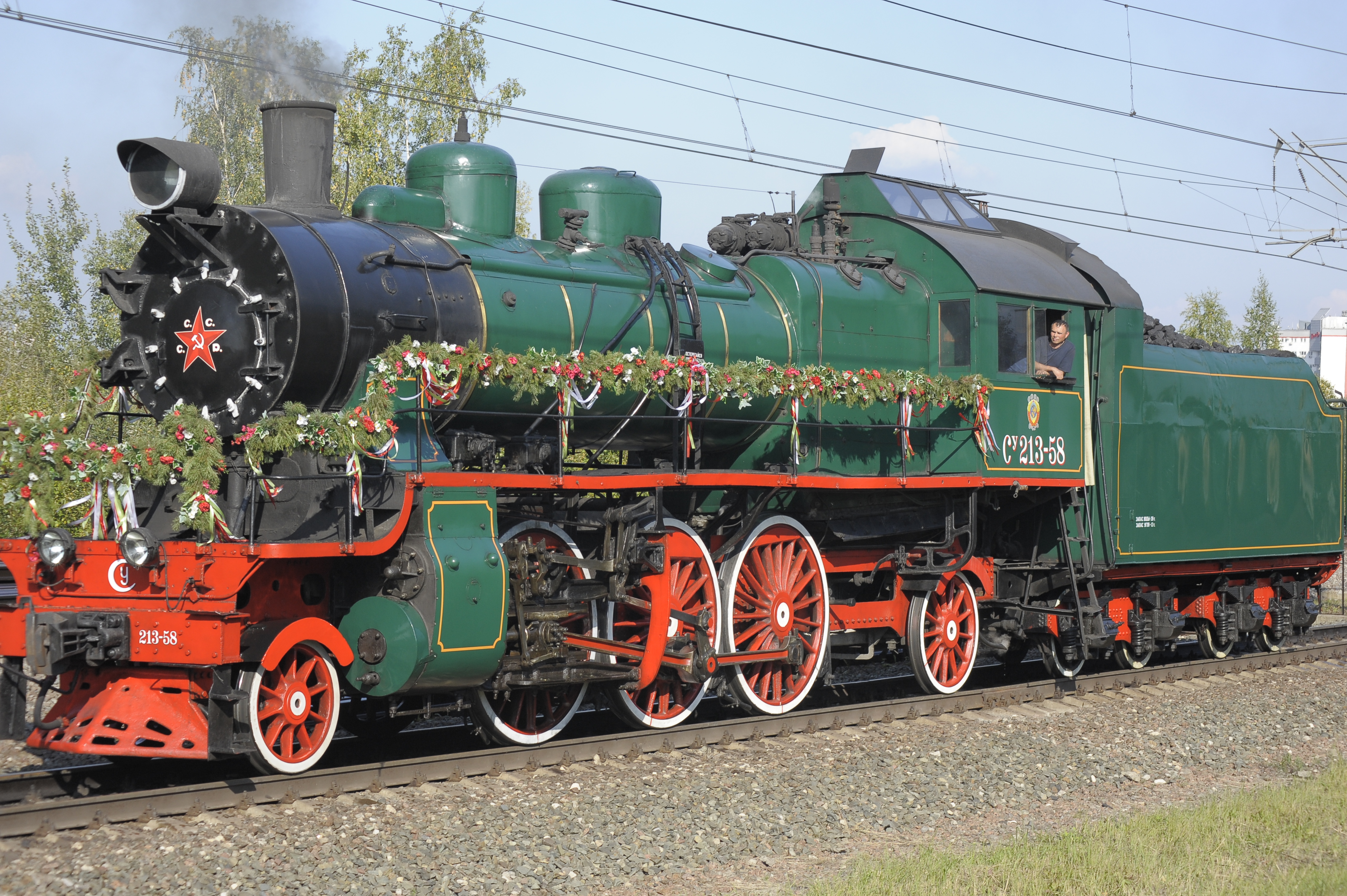
С^{у}

Начавшаяся в 1925 году индустриализация потребовала существенного роста объёмов перевозок, с чем существующие локомотивы справиться не могли. Поэтому в 1926 году была начата реконструкция Луганского паровозостроительного завода, а на путях стали укладывать более тяжёлые рельсы, которые позволили поднять осевые нагрузки до 20 тонно-сил. В 1930 году инженеры получили задание создать такие паровозы, которые позволяли увеличить провозную способность железных дорог при этом максимально используя винтовую сцепку и новые железнодорожные пути. В этой ситуации выход был прежде всего в существенном увеличении технической, а следовательно и коммерческой скорости; стало очевидно, что паровозы классической «русской» конструкции себя изжили и требуется переход на новый, более качественный уровень. Тогда с учётом заграничного, прежде всего американского, опыта в 1931 году был спроектирован и построен грузовой скоростной паровоз типа 1-5-1 серии ФД. На нём впервые в российском/советском паровозостроении были применены брусковая рама, решётчатый метельник (скотосбрасыватель), цилиндрический водоподогреватель и циркуляционные трубы. Также на основе его конструкции был создан паровоз типа 1-4-2 серии ИС, который предназначался для вождения особо тяжёлых пассажирских поездов.
Серии ФД и ИС имели широкую унификацию между собой, но из-за своей передовой конструкции могли выпускаться только на Луганском заводе, поэтому был спроектирован паровоз типа 1-5-0 серии СО, который имел листовую раму и ряд общих деталей с серией Э, что позволило организовать его массовый выпуск. В 1936 году был начат и серийный выпуск тендер-конденсаторов П11, которые сцеплялись с паровозами серий СО и Э; их применение позволило снизить (но не устранить полностью) проблему водоснабжения железных дорог Средней Азии и Сибири.

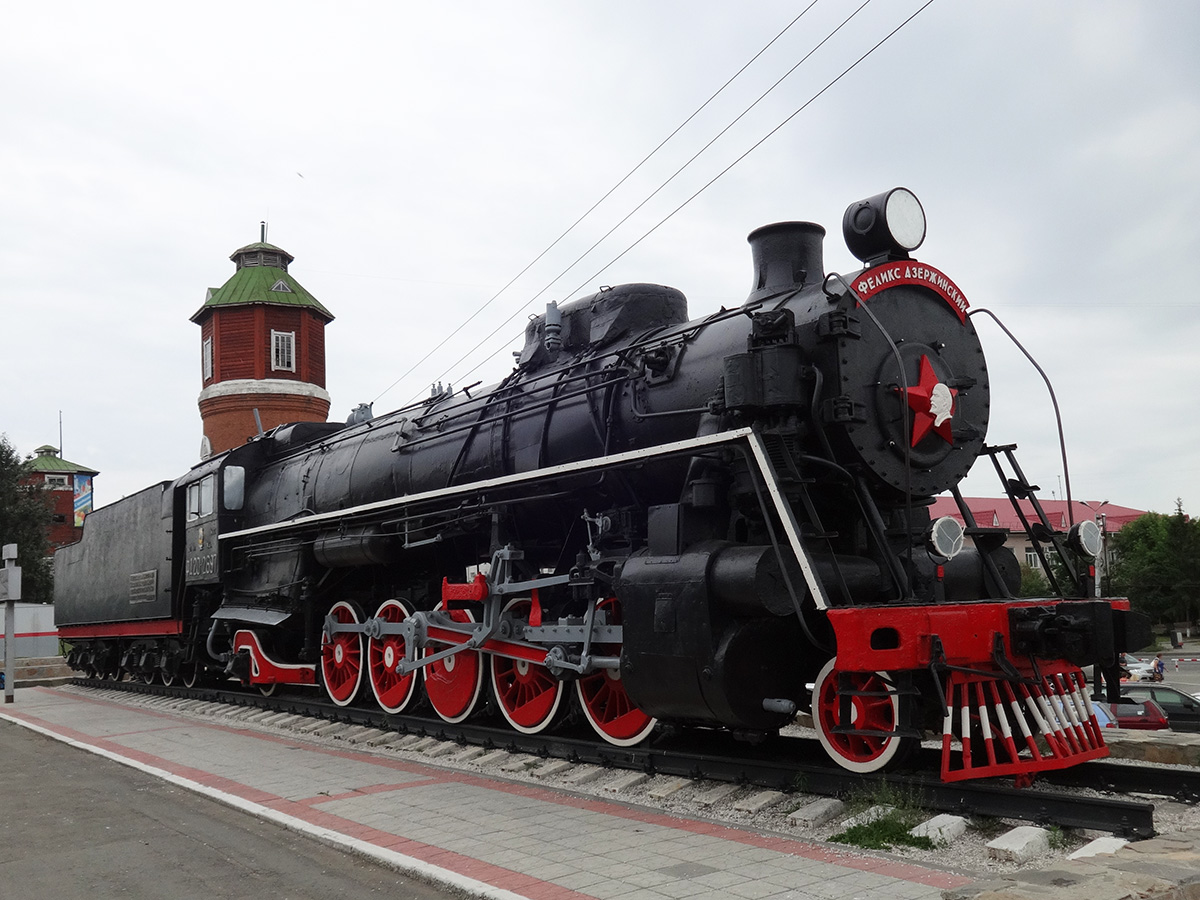
ФД20
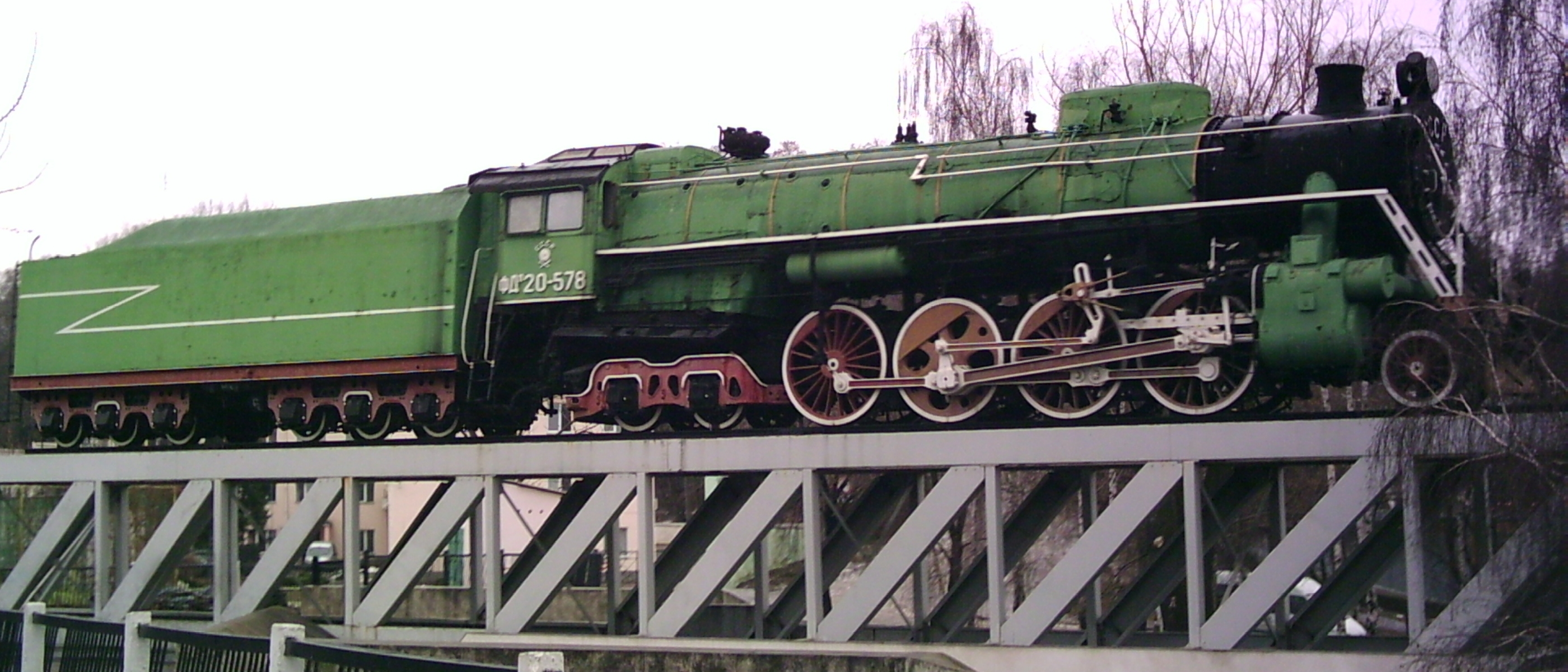
ИС20
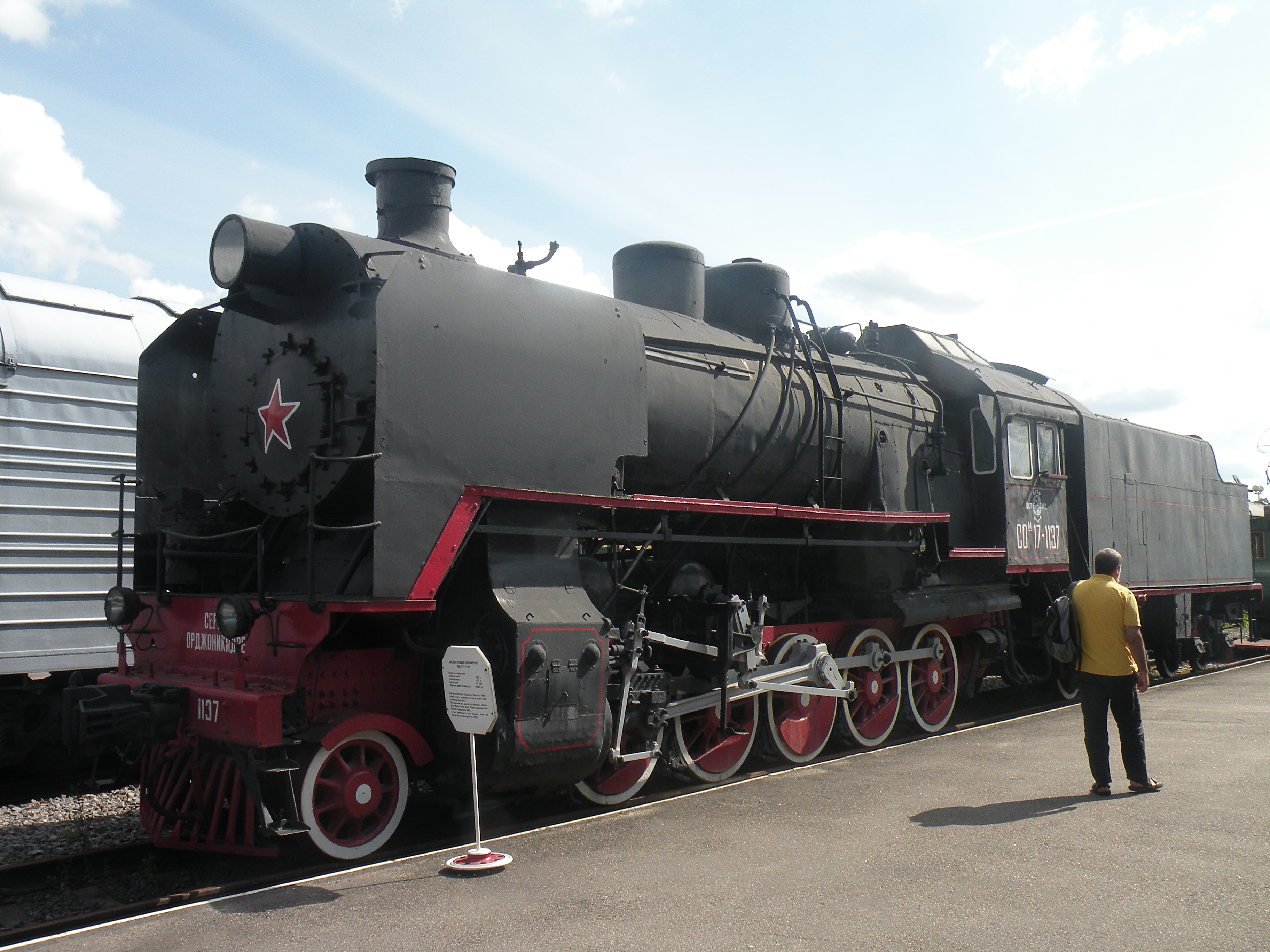
СО17